# Vicente Reynès
Vicente Reynès (ur. 30 lipca 1981 w Deià) – hiszpański kolarz szosowy, zawodnik profesjonalnej grupy kolarskiej IAM Cycling.

## Najważniejsze osiągnięcia
2003
- 4. miejsce w Circuito de Getxo
- 8. miejsce w Trofeo Mallorca
- 10. miejsce w Trofeo Alcudia

2004
- 1. miejsce na 1. etapie Volta Ciclista a Catalunya (TTT)
- 5. miejsce w Clasica Ciclista a los Puertos
- 9. miejsce w Trofeo Mallorca

2005
- 1. miejsce na 3. etapie Paryż-Nicea
- 3. miejsce w Trofeo Mallorca
- 4. miejsce w Vuelta a Andalucía

2006
- 5. miejsce w Giro del Piemonte

2007
- 1. miejsce w Trofeo Cala Millor-Cala Bona
- 1. miejsce w Circuito de Getxo
- 4. miejsce w Trofeo Soller
- 5. miejsce w Trofeo Calvia
- 9. miejsce w Trofeo Mallorca
- 9. miejsce w Mediolan-San Remo
- 10. miejsce w Trofeo Pollença

2009
- 10. miejsce w Trofeo Mallorca

2010
- 10. miejsce w Ronde van het Groene Hart

2014
- 5. miejsce w Trofeo Ses Salines